# 袋

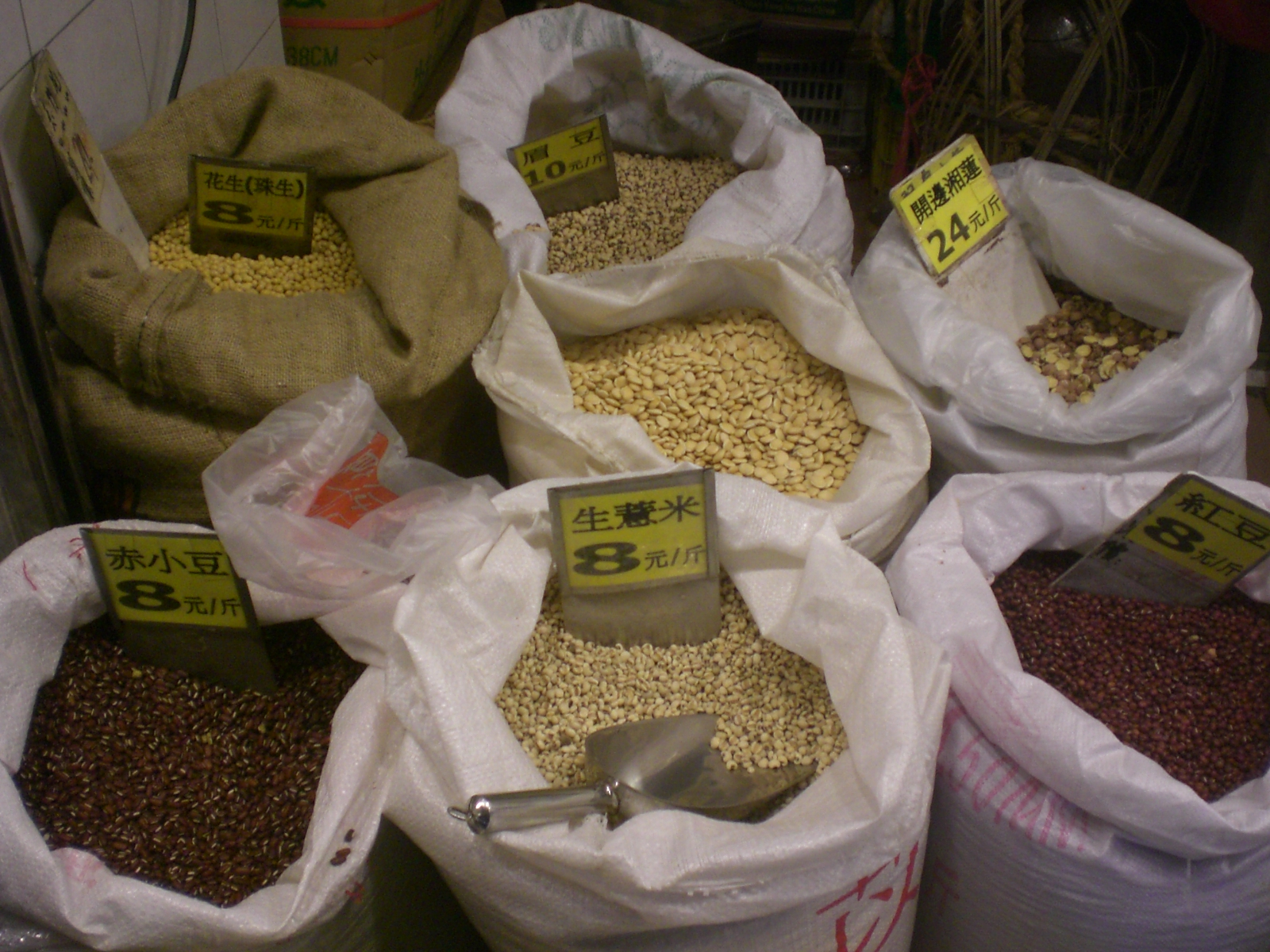
放置雜粮的袋子

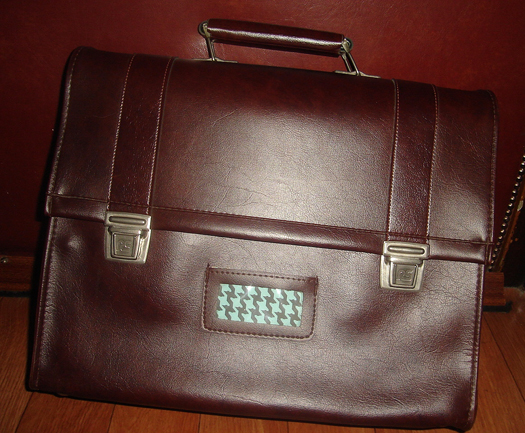
公事包

袋 （又稱包或囊），是指一種常見的的非剛性容器，主要用於盛載物件，其包裝物料可使它內裡的空間隨意變形。
袋會因著用途的不同也會有多種不同的名稱，如: 用於盛載個人隨身物品的手袋、衣服內的口袋、用於存放紙和工作文件的公事包、用於存放金錢與證件的錢包、學生上學時用於盛載教科書的書包、購物時用於盛載物品的膠袋與環保袋、戶外活動時用於攜帶或者搬運重物的背囊、用於保存物品的夾鏈袋、用於防洪的沙袋、發生交通意外時用於保護駕駛者和乘客安全的安全氣囊、在露營時使用的睡袋等。除了實用性外，亦有人會用作時尚配襯用途，以腰包為例，於2018年再次興起。

## 歷史
袋子的歷史非常悠久，最早期的袋子由動物的皮革與植物的纖維組織而成，把動物的皮革折疊起來，於邊緣處用植物的纖維將其串連起來，成為一個可用於盛載物件的容器。儘管它們非常簡單，但這已經為人類文明發展打好根基，人們可輕易地運用它們協助收集鬆散四散的材料，如漿果和糧食等，並使盛載的物品可隨身攜帶，更容易帶到其它地方。
自公元前2世紀，中國古代已使用紙來包裝物件。在中國唐朝開始，人們會利用紙袋來盛載茶葉，用以保持茶的香味。